# Turiang-Schiffswrack

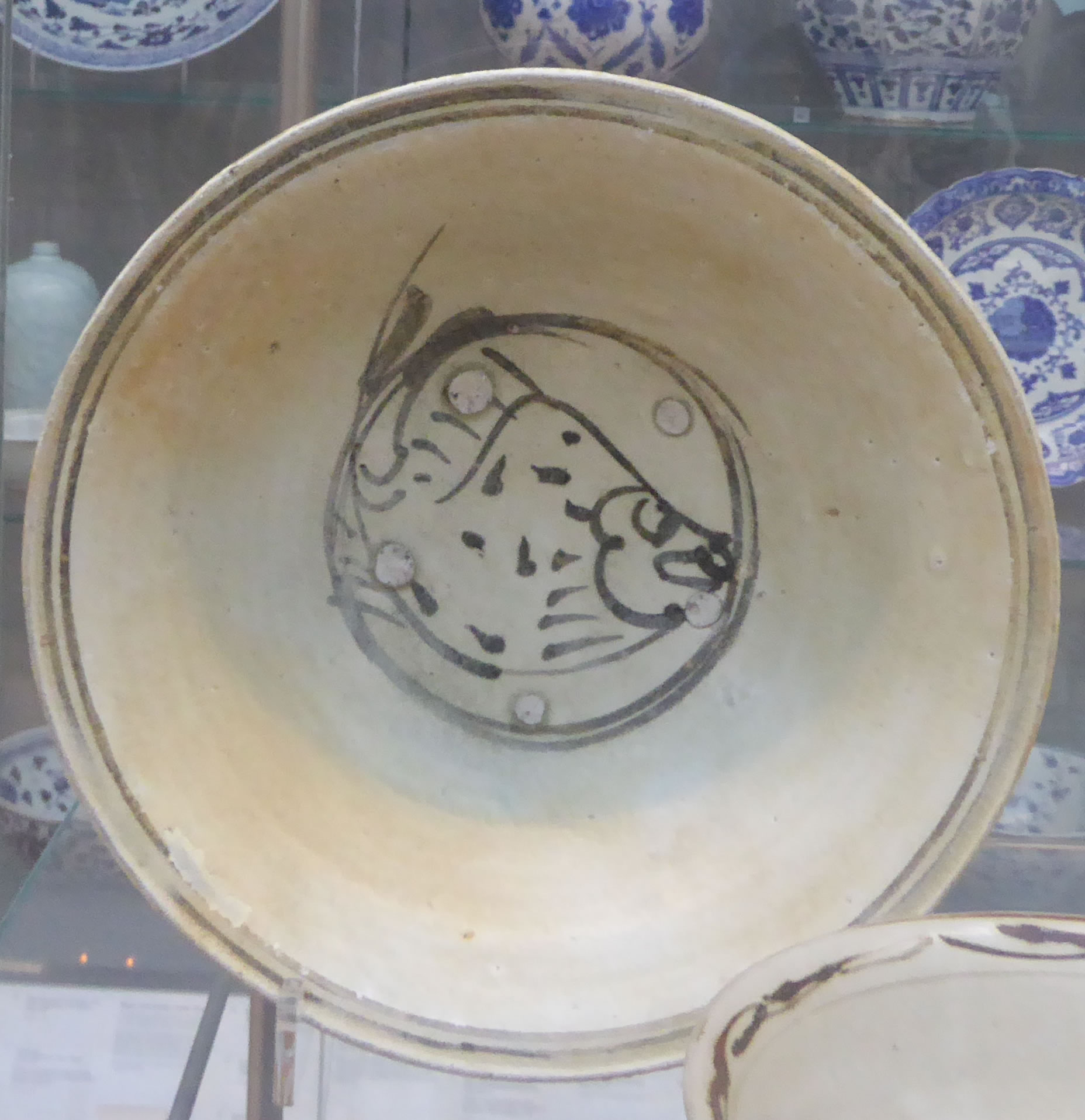
Sukhothai-Gefäß aus dem Turiang-Schiffswrack

Das Turiang-Schiffswrack ist ein untergegangenes Handelsschiff vermutlich aus China und stammt wohl aus dem beginnenden 14. Jahrhundert. Es wurde am 13. Mai 1998 nicht weit von Singapur von Sten Sjostrand gefunden und enthielt mehr als 6000 Keramikgefäße.

## Namensgebung und Beschreibung
Der Name Turiang bezieht sich auf einen Ort von Brennöfen für Keramik der Thai, aus denen wahrscheinlich viele Keramikgefäße stammen, die in den Schiff gefunden wurden. Der Name ist modern und vom Finder vergeben worden. Das Schiffswrack lag etwa 42 m unter Wasser und 183 km von der Küste entfernt. Das Schiff war einst etwa 26 m lang und wurde mit einiger Sicherheit in China erbaut, da eine Kiefernart beim Bau verwendet wurde (vielleicht Pinus sp.), die nur in China, Laos und im nördlichen Vietnam wächst. Das Schiff datiert zwischen 1305 und 1370 und war wahrscheinlich auf dem Weg nach Borneo oder Sulawesi (Indonesien).
Die Fracht des Schiffes bestand vor allem aus 6500 Keramikgefäßen, die aus China, Vietnam und von den Thai stammen, bei den letzteren handelt es sich um Steinzeuge, die als Sukhothai-Ware bekannt sind. Etwa 2500 Schalen stammen aus Sukhothai und sind mit Unterglasurfarben dekoriert. Sie zeigen zum großen Teil einen einzigen Fisch als Dekoration, während ein kleinerer Teil von ihnen jeweils eine einzelne Blüte zeigt. Bei anderen Waren der Sukhothai handelt es sich meist um Flaschen in verschiedenen Größen. Etwa 11 % der Gefäße stammen aus Si Satchanalai. Des Weiteren fanden sich etwa 500 Gefäße aus Vietnam, auch mit Unterglasurfarben dekoriert. Etwa 2240 Gefäße stammen aus China. Es handelt sich meist um glasierte Ware.
Zu den nichtkeramischen Funden gehören vier Elefantenstoßzähne und ein Stein, der wohl zum Messerschärfen benutzt wurde. Zahlreiche Eisenklumpen wurden gefunden, die wohl als Ballast dienten. Diese wurden zusammen mit Bambusresten gefunden, was andeutet, dass das Eisen in Bambussäcken verpackt waren. Fisch und Eierreste in Gefäßen sind Überreste der Nahrung für die Schiffsbesatzung.
Die genaue Datierung des Wracks ist unsicher, jedoch gibt es keine Funde von blau-weißen Porzellan, das ab 1328 von China aus exportiert wurde. Das Wrack mag also kurz davor datieren. Die Gefäße, die gefunden wurden, deuten jedoch auf ein späteres Datum, jedoch vor 1378, als die Produktion in Sukhothai auf andere Waren umgestellt wurde. Ein späteres Datum ist auch möglich.
Die Entdeckung dieses Schiffswracks belegt für das 14. Jahrhundert einen regen Seehandel. Steingut aus Sukhothai und China war schon früh beliebt und wurde vor dem Erscheinen von Porzellan in großem Umfang gehandelt. Ein Teil der gefundenen Gefäße befindet sich heute im Victoria & Albert Museum in London.